# Alkemade
Pour les articles homonymes, voir Alkemade (homonymie).
Alkemade est une ancienne commune néerlandaise, située dans le nord-est de la province de Hollande-Méridionale. Dans la partie occidentale de la commune sont situés les Kagerplassen (en), un ensemble de lacs.
Le 1er janvier 2009, la commune a fusionné avec celle de Jacobswoude pour former la nouvelle commune de Kaag en Braassem.

## Localités
Kaag (sur une île dans les Kagerplassen (en)), Nieuwe Wetering, Oud Ade, Oude Wetering, Roelofarendsveen et Rijpwetering